# A. K. Salim
A. K. Salim (* als Ahmad Khatah Atkinson am 28. Juli 1922 in Chicago) ist ein US-amerikanischer Altsaxophonist und Arrangeur des Swing und Modern Jazz.
A. K. Salim spielte ab 1938 in verschiedenen Bands Altsaxophon, so bei King Kolax (1938/39), Jimmy Rachel 1941/42, Tiny Bradshaw 1943 und nahm um 1943 zusammen mit Lester Young und Charlie Parker an den Jam-Sessions im New Yorker Minton’s Playhouse teil. Ab 1944 arbeitete Salim als Arrangeur für Lucky Millinder (bis 1946), Cab Calloway, Jimmy Lunceford, Lionel Hampton und bis 1949 Count Basie. Danach war er bis 1956 musikalisch inaktiv, nahm aber seine Tätigkeit als Arrangeur wieder auf, so für Tito Puente und erneut für Count Basie. Um 1957 spielte er einige Alben unter eigenem Namen für Savoy Records ein.

## Ausgewählte Diskografie
- Flute Suite (Savoy, 1957), mit Frank Rehak, Herbie Mann, Frank Wess, Hank Jones, Wendell Marshall, Bobby Donaldson
- Yusef Lateef/A.K. Salim – Stablemates (Savoy, 1957), mit Johnny Coles, Buster Cooper, Johnny Griffin, Howard Austin, Tommy Flanagan, Kenny Burrell, George Duvivier, Osie Johnson
- Pretty For The People (Savoy, 1957), mit Kenny Dorham, Buster Cooper, Johnny Griffin, Pepper Adams, Wynton Kelly, Paul Chambers, Max Roach, Chino Pozo
- Modern Sounds – The Complete Savoy Recordings